# Мінора (Черкаси)
«Мінора»  — український жіночий футзальний клуб з Черкас, у центральній частині країни. У 1995-2006 році виступав у Вищій лізі України.

## Історія
Футзальний клуб «Мінора» засновано 1994 року в Черкасах. У дебютному сезоні 1995 року футзальна команда стартувала у жіночій Вищій лізі України, зайнявши третє місце. У наступному сезоні 1996 року команда знову посіла третє місце, а в 1997 році — зайняла друге місце. У наступні чотири сезони ставав четвертим. У 1995 та 1998 роках став третім у Кубку України. У 2011 році клуб розформували.

## Досягнення
- Вища ліга України
  -  Срібний призер (1): 1997
  -  Бронзовий призер (2): 1995, 1996

- Кубок України
  -  Бронзовий призер (2): 1995, 1998

## Структура клубу

### Зала
Свої матчі команда проводить у Залі СК «Будівельник», що за адресою вул. Хімиків 1 у Черкасах.

### Інші секції
Окрім основної команди в клубі функціонує дівоча та дитяча команда, яка виступає в міських турнірах.

### Дербі
- ПЗМС (Полтава)
- «Біличанка» (Коцюбинське)